# Кропанка
Кро́панка (рос. Кропанка) — присілок у складі Кетовського району Курганської області, Росія. Входить до складу Садовської сільської ради.
Населення — 430 осіб (2010, 442 у 2002).